# Акведукт на Силвиус
Мезенцефалния канал, известен още като мезенцефален акведукт или акведукт на Силвиус съдържа гръбначно-мозъчна течност (ГМТ) и се намира в мезенцефалона на главния мозък. Свързва третия вентрикул на диенцефалона с четвъртия вентрикул, който от своя страна е между моста на Варолий и малкия мозък. 

## Патология
Блокиране на акведукта води до обструктивна хидроцефалия., 

## Други картинки
- Коронен разрез през средния мозък.
- Напречен разрез среден мозък на нивото на colliculi inferiori.
- Напречен разрез на нивото на colliculi superiori.
- Средно сагитален разрез намозъка.
- Схематично изображение на вентрикуларната система и повърхността на мозъка.
- Вентрикуларните кухини, гледани отстрани.